# Греков, Борис Дмитриевич
Бори́с Дми́триевич Гре́ков (21 апреля [3 мая] 1882, Миргород, Полтавская губерния — 9 сентября 1953, Москва) — советский историк и общественный деятель, основатель кафедры русской истории историко-филологического факультета Пермского университета и заведующий ею (1916—1918), член-корреспондент АН СССР (с 12 февраля 1934 года), академик (с 1 июня 1935 года), член Болгарской и Польской АН (с 1947 года). Почётный член АН БССР. Доктор философии Пражского университета. С 1939 года — член АСА СССР.
Директор Института истории в Ленинграде (с 1936) и в Москве (с 1938). С 1943 по 1947 год по совместительству — директор Института истории материальной культуры, а с 1947 по 1951 год — директор Института славяноведения. В 1946—1953 годах — академик-секретарь Отделения истории и философии АН СССР.
Депутат Ленсовета XI созыва (1927—1928), ВС РСФСР II созыва (1947—1950) и ВС СССР III созыва (1950—1953). Участник Движения сторонников мира.

## Биография
Родился в Миргороде в семье почтового чиновника Дмитрия Игнатьевича Грекова. Позже вместе с семьёй переехал жить в Холм (ныне — Хелм), а затем в Грубешов (ныне оба находятся в составе Польши), где получал среднее образование в прогимназиях. Из Грубешова Греков отправил студенту-медику Московского университета И. А. Будиловичу письмо, в котором заявлял о своём стремлении «принять участие в социально-демократическом движении». Это послание попало в руки сотрудников Департамента полиции, и его автора исключили из гимназии на последнем году обучения, из-за чего юноше пришлось заканчивать среднее образование в радомской гимназии.
В 1901 году он поступил в Императорский Варшавский университет, где познакомился с известным историком Д. М. Петрушевским, который оказал значительное влияние на становление Грекова как историка. Спустя четыре года с рекомендациями Д. М. Петрушевского студент перевёлся в Московский университет, где его научным руководителем был назначен А. А. Кизеветтер. Однако в связи с избранием в Государственную думу тот передал свои дела М. К. Любавскому, под руководством которого Греков и окончил Московский университет.
Выпускник университета Греков был назначен в женскую гимназию города Холм. Проработав там некоторое время, он уволился и уехал в Санкт-Петербург. Здесь он устроился в гимназию Гуревича, Императорское коммерческое училище и Екатерининское училище. В Санкт-Петербургском университете под руководством С. Ф. Платонова учился в магистратуре. Занимался в семинарии у А. С. Лаппо-Данилевского (дипломатика частных актов). В 1910—1913 годах работал директором библиотеки Шереметевых в селе Михайловском (Подольский уезд Московской губернии).
В 1911 году делегатом от Высших женских курсов участвовал в XV Археологическом съезде в Новгороде. В 1913 году Греков был избран в сотрудники Императорской Археографической комиссии. В том же году избран членом Новгородского общества любителей древностей. В 1913—1915 годах по заданию комиссии провёл осмотр и описание архива Большого Тихвинского монастыря. В 1916—1917 годах также по заданию комиссии провёл осмотр и описание архива Соловецкого монастыря и вывез его в Пермь.
7 декабря 1914 года в Петроградском университете защитил магистерскую диссертацию по теме «Новгородский дом святой Софии (Опыт организации и внутренних отношений крупной церковной вотчины)» и стал профессором этого университета, где к тому времени несколько лет преподавал в должности приват-доцента. Во время Первой мировой войны Греков был командирован в Пермь, где открылось отделение Петербургского университета.
В 1916—1918 годах — приват-доцент, ординарный профессор, основатель кафедры русской истории историко-филологического факультета Пермского университета и заведующий ею. В 1917 году избирался председателем Пермской учёной архивной комиссии; член-учредитель Общества философских, исторических и социальных наук при Пермском университете.
В 1918 году Греков получил отпуск для работы над докторской диссертацией, уехал в Крым, где стал профессором Таврического университета в Симферополе. В 1919 году избран членом Таврической учёной архивной комиссии, с 1919 по 1921 год занимал должность товарища (заместителя) председателя комиссии. В Симферополе у него родился сын. В 1921 году вернулся в Петроградский университет, где совмещал преподавательскую работу с работой в Академии наук и Центральном историческом архиве. В этом же году избран в члены Археографической комиссии.
В 1930 году был арестован по «Академическому делу». Хотя факт ареста учёного и стоит в одном ряду гонений на представителей академической науки, непосредственным поводом для ареста стали ложные обвинения в том, что Греков, находясь в Крыму в 1918—1920 годах, служил в армии Врангеля. В действительности в армии Врангеля Греков не служил (как и не служил в армии вообще), но был среди профессуры Таврического университета, приветствующей Врангеля после его вступления в Крым. Эти факты получили широкую огласку в 1930-х годах, что вынудило Грекова в дальнейшем пойти на большие уступки во время «сталинских чисток» и, по словам А. Х. Плахонина, заставило писать «знания для режима на заказ». Благодаря поручительству С. Г. Томсинского, директора Историко-археографического института, в котором в те годы работал Греков, учёный был освобождён, проведя в заключении месяц и три дня.
В 1930-е годы Греков начал изучать историю Киевской Руси, став известным оппонентом украинского историка М. С. Грушевского, согласно концепции которого только современная Украина является преемницей Киевской Руси и вправе претендовать на её наследие. Из монографий Грекова наиболее известна «Киевская Русь» (1939) — одна из трёх его работ, отмеченных Сталинской премией. В этом труде, проникнутом идеологией марксизма-ленинизма и сталинизма, Греков делал упор на большей значимости сельскохозяйственной деятельности в данном государственном строе, нежели коммерческих отношений. Именно он первым пытался доказать существование феодальной формации в Киевской Руси. В 1940 и 1947 годах под редакцией Грекова вышло академическое издание Русской Правды.
Всесторонние исследования Киевской Руси раскрывали суть экономического и культурного развития государства в период татарского гнёта. Свои изыскания он собрал в работах под названием «Культура Киевской Руси» (1944) и «Крестьяне на Руси: с древнейших времён до XVII века» (1946). Его самая актуальная в последующее время работа (переиздания которой выпускаются до сих пор) — «Золотая Орда», написанная в сотрудничестве с А. Ю. Якубовским и впервые опубликованная в 1937 году. Второе (классическое) издание появилось в 1950 году под названием «Золотая Орда и её падение».
Греков уделял большое внимание сбору и публикации множества первоисточников, в особенности исторических хроник.
По мнению В. Б. Кобрина, «в трудах Б. Д. Грекова сегодняшнего читателя поражает сочетание широкой эрудиции и высокой профессиональной культуры со схематизмом выводов, точно укладывающихся в прокрустово ложе формационного учения в том виде, в каком оно было изложено в „Кратком курсе истории ВКП(б)“».

## Награды и премии
- Орден Святого Станислава 2-й степени
- Орден Святого Станислава III степени
- Орден Святой Анны III степени
- два ордена Ленина (1944; 1952)
- орден Трудового Красного Знамени (10 июня 1945)
- медаль «За доблестный труд в Великой Отечественной войне 1941—1945 гг.»
- Сталинская премия I степени (22 марта 1943) — за многолетние выдающиеся работы в области науки и техники
- Сталинская премия I степени (1948) — за научный труд «Крестьяне на Руси: с древнейших времён до XVII века» (1946)
- Сталинская премия II степени (1952) — за научный труд «Золотая Орда и её падение», 2-е переработанное издание (1950)

## Семья
Жена — Грекова Тамара Михайловна, урожд. Филатова (1894—1971), историк.
- Сын — Игорь Борисович Греков (1921—1993), доктор исторических наук, ведущий научный сотрудник Института славяноведения и балканистики АН СССР.

## Память

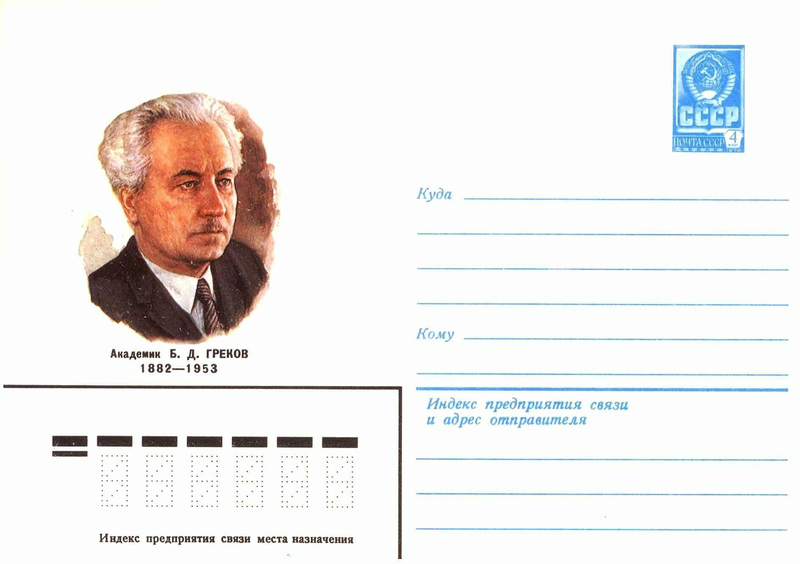
Б. Д. Греков на художественном маркированном конверте Почты СССР (1982)

- Памятник в Миргороде в парке «Дружба»[7].
- Памятная доска во 2-м (историческом) корпусе Пермского университета.
- Памятная доска в Москве в здании Института философии РАН.
- Памятная доска в Симферополе по улице Александра Невского, 13.
- Улица в Москве около станции метро «Медведково».
- Улица в Киеве около станции метро «Дорогожичи» (8 декабря 2022 года улица была переименована).
- Улица в Миргороде.
- Улица в Запорожье.
- Улица в Калининграде.
- Дом-музей в Новочеркасске.
- В честь Б. Д. Грекова названа гора в Антарктиде (гора Грекова, Земля Королевы Мод, 71°57′ ю.ш., 6°36′ в.д., гора нанесена на карту в 1961 г. Советской Антарктической экспедицией, название присвоено в 1966 г.)[8].

## Основные работы
Книги
- Новгородский дом святой Софии (Опыт изучения организации и внутренних отношений церковной вотчины). Ч. 1. — СПб., 1914. Ч. 2. — М., 1927.
- Очерки по истории феодализма в России. Система господства и подчинения в феодальной деревне. — М.-Л.: Соцэкгиз, 1934. — 159 с.
- Феодальные отношения в Киевском государстве — М., Л.: Изд-во АН СССР, 1936. — 190 с.
- Главнейшие этапы в истории крепостного права в России. — М.; Л.: Гос. соц.-экон. изд-во, 1940. — 114 с.
- Греков Б. Д. (ред.) Правда Русская. Т. 1. Тексты. — М.-Л.: АН СССР, 1940. — 505 с.
- Борьба Руси за создание своего государства. — М.-Л.: Изд-во АН СССР, 1942. — 68 с.
- Греков Б. Д. (ред.). Русская Правда. T. 2. Комментарии. — М.-Л.: АН СССР, 1947. — 862 с.
- Киевская Русь. — М.-Л.: Изд-во АН СССР, 1944. — 347 с. (6-е изд., 1953)
- Культура Киевской Руси. — М.-Л.: Изд-во АН СССР, 1944. — 75 с.
- Золотая Орда и её падение. — М.-Л.: Изд-во АН СССР, 1950. — 478 с. (в соавт. с А. Ю. Якубовским)
- Крестьяне на Руси: с древнейших времён до XVII века: Изд. 2-е, испр. и доп.. — М.—Л., 1952—1954.
- Избранные труды. Т. 1—4. — М., 1957—1960.
- Письма (1905—1952 гг.) / Сост. В. Г. Бухерт. — М.: Памятники исторической мысли, 2019. — 504 с.

Статьи
- И. В. Сталин и историческая наука // Известия АН СССР. Серия истории и философии. 1949. № 6 (переизд. в: Иосифу Виссарионовичу Сталину Академия наук СССР. — М., 1949).